# Jaszczury
Jaszczury [pronunciación en polaco: /jaʂˈt͡ʂurɨ/] es un pueblo en el distrito administrativo de Gmina Mycielin, dentro del condado de Kalisz, Voivodato de la Gran Polonia, en el centro-oeste de Polonia.